# CERMAT
CERMAT neboli Centrum pro zjišťování výsledků vzdělávání je příspěvková organizace, kterou zřídilo a řídí Ministerstvo školství, mládeže a tělovýchovy v roce 2006. Navazuje na podobné Centrum pro reformu maturitní zkoušky (CERMAT), později Centrum pro zjišťování výsledků vzdělávání (CZVV). Sídlí v Praze a jeho základním úkolem je organizace a hodnocení maturitní zkoušky.
Od roku 2015 ve zkušebním provozu, do kterého bylo zapojeno 630 středních škol roku 2015 a 637 středních škol roku 2016 (tedy asi 55 % všech škol s maturitními obory) a od roku 2017 pro všechny střední školy v oborech s maturitou připravuje jednotné přijímací zkoušky na střední školu.
Cermat v rámci své působnosti v organizaci státních maturit poskytuje pro studenty středních škol webové stránky, které obsahují kromě informací k samotné státní maturitě také vzorové testy. Některé roky před maturitami byly na servery Cermatu vedeny DDoS útoky.

## Vedení
Prvním ředitelem byl Pavel Zelený, kterého již léta 2009 odvolal kvůli zpoždění příprav státní maturity ministr školství Ondřej Liška, opětovně jej ale jmenovala ministryně Miroslava Kopicová a v roce 2012 byl kvůli problémovému průběhu státních maturit znovu odvolán dalším ministrem Petrem Fialou; Zelený vystudoval obor ekonomická statistika na Vysoké škole ekonomické. Po Zeleném byl až do 31. května 2018 ředitelem Jiří Zíka, který byl v CERMAT zaměstnán od roku 2008, zpočátku na pozici manažera projektu PRO.MZ (Přípravy podmínek reformované maturitní zkoušky), posléze výkonného ředitele a ředitele Sekce logistiky a bezpečnosti maturitní zkoušky. Zíka absolvoval Mechanizační fakultu Vysoké školy zemědělské v Praze. Od 1. června 2018 do 24. května 2022 byla ředitelkou Michaela Kleňhová, která vyhrála v roce 2017 výběrové řízení, ale kvůli zachování kontinuity při přípravě maturit a přijímacích zkoušek na rok 2018 dosavadního ředitele Zíku vystřídala ve funkci až od prosince 2018. Předtím v CERMAT pracovala ve validační komisi. Kleňhová absolvovala obor pravděpodobnost a matematická statistika na Matematicko-fyzikální fakultě Univerzity Karlovy. K 24. květnu 2022 ministr školství Petr Gazdík Kleňhovou z funkce odvolal. Od září 2022 do října 2024 byl šéfem organizace expert na kybernetickou bezpečnost Miroslav Krejčí; do funkce jej jmenoval ministr Vladimír Balaš. Od 1. listopadu 2024 je šéfkou organizace Barbora Rosůlková.

### Seznam ředitelů
- Pavel Zelený (2007–2009)
- Martin Mach (2009)
- Pavel Zelený (2009–2013)
- Jiří Zíka (2013–2018)
- Michaela Kleňhová (2018–2022)
- Miroslav Krejčí (2022–2024)
- Barbora Rosůlková (od 2024)